# Aphragmus
Aphragmus là chi thực vật có hoa trong họ Cải.